# Simeone Stilita il Giovane
Simeone Stilita il Giovane (in arabo مار سمعان العمودي الأصغر ‎?, mār semʻān l-ʻamūdī l-asghar; Antiochia di Siria, 521 – Antiochia di Siria, 24 maggio 597) è stato un monaco cristiano siro, che condusse gran parte della sua vita su una colonna. È venerato come santo e viene commemorato il 24 maggio.

## Biografia
Come il suo omonimo predecessore, Simeone Stilita il Vecchio, Simeone sembra si indirizzò, molto giovane, a una vita di austerità. Entrò a far parte di una comunità di asceti vivente all'interno del recinto di un altro stilita di nome Giovanni, che operò come loro direttore spirituale. Simeone, mentre era ancora soltanto un ragazzo, eresse un pilastro per sé accanto a quello di Giovanni. Simeone stesso, in una lettera a Tommaso afferma che viveva su di un pilastro quando perse i suoi primi denti da latte. Mantenne poi questo tipo di vita per 68 anni. Nel corso di questo periodo, tuttavia, si spostò più volte su un nuovo pilastro, e in occasione del primo di questi cambi il Patriarca di Antiochia e il vescovo di Seleucia lo ordinarono diacono durante il breve spazio di tempo da lui trascorso sulla terra. Per otto anni, fino alla morte di Giovanni, Simeone rimase nei pressi della colonna del suo maestro, così vicino da potergli facilmente parlare. Durante questo periodo le sue austerità erano tenute sotto stretto controllo da parte del vecchio eremita.
Dopo la morte di Giovanni, Simeone diede libero sfogo alle sue pratiche ascetiche e Evagrio dichiarò che viveva sui rami di un arbusto che cresceva vicino a Theopolis. Simeone il Giovane venne ordinato sacerdote e fu quindi in grado di offrire il Santo Sacrificio in memoria di sua madre. In tali occasioni i suoi discepoli, uno dopo l'altro, si arrampicavano su per la scala a ricevere la Comunione dalle sue mani.
Come nel caso della maggior parte dei santi stiliti, si credeva che egli avesse elaborato una serie di miracoli. In molti casi documentati da immagini che lo rappresentano (Holl in "Philotesia", 56). Verso la fine della sua vita il santo occupò una colonna su una montagna vicino ad Antiochia, chiamata, a seguito dei suoi miracoli, la "Collina delle Meraviglie", ed è qui che morì. Oltre alla lettera di cui sopra, gli sono attribuiti numerosi scritti. Un certo numero di questi piccoli trattati spirituali sono stati stampati da Cozza-Luzi ("Nova PP. Bib.", VIII, iii, Rome, 1871, pp. 4–156). Esiste anche un'"Apocalisse" e lettere indirizzate agli Imperatori Giustiniano I e Giustino II (vedi frammenti in P.G., LXXXVI, pt. II, 3216-20). Simeone era considerato l'autore di diversi inni liturgici: "Tropari", etc. (vedi Pétridès in "Echos d'Orient", 1901 e 1902).

## Culto
La Chiesa cattolica lo considera santo in virtù della sua vita ascetica e lo ricorda il giorno 24 maggio: dal Martirologio Romano: "Sul monte Mirabile in Siria, san Simeone Stilita il Giovane, sacerdote e anacoreta, che visse su una colonna in conversazione con Cristo, scrisse vari trattati di ascesi e fu dotato di grandi carismi".